# Vale do Paraíso
Vale do Paraíso est une municipalité brésilienne située dans l'État du Rondônia.